# ارکی مالنیوس
ارکی مالنیوس (انگلیسی: Erkki Mallenius؛ ۱۲ ژانویه ۱۹۲۸ – ۲ ژوئیه ۲۰۰۳ (aged 75)) ورزشکار بوکس اهل فنلاند بود.
وی در مسابقات کشوری و بین‌المللی در مجموع برندهٔ ۱ مدال برنز شده‌است.